# Гродзиский повет (Мазовецкое воеводство)
Гродзиский повет (Мазовецкое воеводство) (пол. Powiat grodziski (mazowiecki)) — повет (район) в Польше, входит как административная единица в Мазовецкое воеводство. Центр повета — город Гродзиск-Мазовецки. Занимает площадь 366,87 км². Население — 88 634 человека (на 2013 год).

## Административное деление
- города: Милянувек, Подкова-Лесьна, Гродзиск-Мазовецки
- городские гмины: Милянувек, Подкова-Лесьна
- городско-сельские гмины: Гмина Гродзиск-Мазовецки
- сельские гмины: Гмина Баранув, Гмина Якторув, Гмина Жабя-Воля

## Демография
Население повета дано на 2013 год.
| Перепись            | Всего | Мужчины | Женщины |
| ------------------- | ----- | ------- | ------- |
| Всего               | 88634 | 42343   | 46291   |
| Городское население | 50186 | 23414   | 26772   |
| Сельское население  | 38448 | 18929   | 19519   |